# جوناثان بيري (سياسي)
جوناثان بيري (بالإنجليزية: Jonathan Perry)‏ هو محامي وسياسي أمريكي، ولد في 27 يناير 1973. حزبياً، نشط في الحزب الجمهوري. وقد انتخب عضو مجلس ولاية لويزيانا وانتخب عضو مجلس نواب لويزيانا.